# 胸
解剖學上，胸部（英語：或），简称胸，是許多動物身體的一部份；口语上，又称人类胸部为胸膛、胸坎、胸口，用以明确区别不是指乳房。

## 人類和其他人科動物的胸部

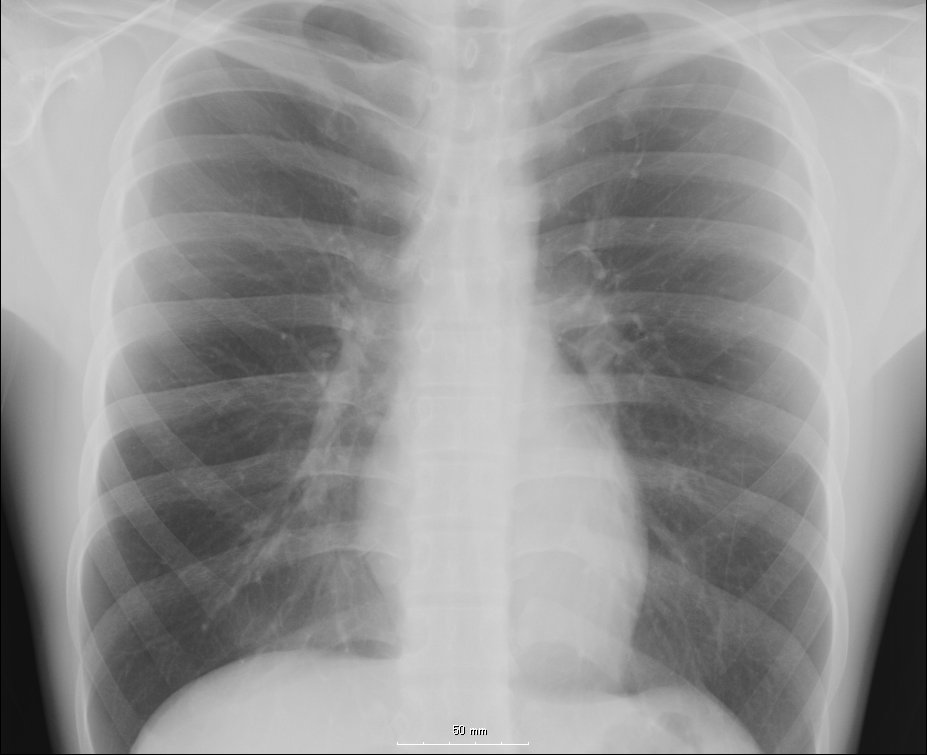
人類胸部的X光圖

人科動物（包括人類）的胸部位於頸部和腹部之間，由肋骨、脊椎和肩帶骨骼所支撐。人類乳房位于前方胸壁表面，漢語口語有時將胸部作人類乳房的代稱，但许多其他哺乳动物乳房位于腹部，术语 chest 也不作 breast 代称。
胸部包含的東西：
- 器官
  - 心臟
  - 肺
- 肌肉
  - 胸大肌、胸小肌
  - 斜方肌
- 內部結構
  - 橫膈膜
  - 食道
  - 氣管
  - 胸骨突
- 血管
  - 主動脈
  - 上腔靜脈
  - 下腔靜脈
  - 肺動脈
- 骨骼
  - 肩膀關節
  - 肩胛骨
  - 胸骨
  - 胸部椎骨
  - 鎖骨
  - 胸廓
  - 浮肋
- 外部結構
  - 乳房
    - 乳頭
    - 乳腺

## 其他動物的胸部

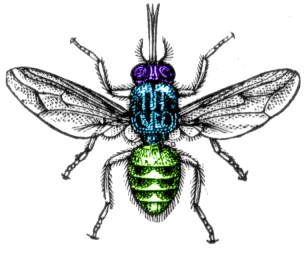
一隻蒼蠅圖解，淺藍色的為胸部

昆蟲和其他有外骨骼的動物，胸部位於頭部和腹部之間。
而對於四腳的哺乳類動物，除了乳房位於腹部之外，其他結構大致相似。